# Roger de Breteuil
Roger de Breteuil (apodado el Obstinado, c. 1056-12 de enero de 1087) fue un caballero noble anglonormando, segundo conde de Hereford. Hijo de Guillermo FitzOsbern, y Adelisa de Tosny, hija de Roger II de Tosny (c. 990-1040). Fue uno de los señores que participaron en la rebelión de los Condes contra Guillermo I de Inglaterra. A la muerte de su padre, Guillermo I de Inglaterra le concedió la sucesión de los feudos en Inglaterra, convirtiéndose en conde de Hereford.
En 1075 conspiró con su cuñado Raúl de Guader, conde de Norfolk, en Exning, Cambridgeshire, con motivo del matrimonio de su hermana, y se rebeló contra el rey Guillermo durante su ausencia en Normandía. Reunieron un ejército con Waltheof, conde de Northumbria, pero el obispo de Worcester y el abad de Evesham les impidieron cruzar el río Severn. Al regreso de Guillermo de Inglaterra, Roger fue encarcelado y sus propiedades confiscadas. Permaneció cautivo el resto de su vida. Florencio de Worcester cita en sus crónicas que estando en su lecho de muerte, Guillermo le liberó. No obstante, Orderico Vital cita que Roger permaneció encarcelado después de la muerte de Guillermo I en 1087, a pesar de la liberación de otros prisioneros políticos. El fracaso de Roger también supuso un golpe para las ambiciones normandas en Gales, ya que implicó a varios vasallos por lo que los ataques en la frontera se vieron mermados.

## Herencia
Se desconoce el nombre de su esposa, pero las crónicas mencionan por lo menos a dos hijos con un futuro prometedor pero limitado por la falta de heredad:
- Roger FitzCount;
- Reginald FitzCount (m. 1145), esposo de Emmeline de Ballon, hija de Hamelin de Ballon.[8]